# Carlino (Italia)
Carlino (Cjarlins in friulano) è un comune italiano di 2 611 abitanti nella bassa del Friuli-Venezia Giulia, noto per essere un importante centro agricolo.

## Storia

### Simboli
Lo stemma e il gonfalone sono stati concessi con DPR del 26 giugno 1955.
Il gonfalone è un drappo di azzurro.

## Monumenti e luoghi d'interesse
- Chiesa parrocchiale, costruita nel XVIII secolo
- Nella chiesa di San Tommaso Becket è custodita una tela attribuita a Michelangelo Grigoletti.
- La chiesa dei Santi Gervasio e Protasio che si trova nella frazione di S. Gervasio è il più antico edificio di culto esistente nel territorio di Carlino, eretto probabilmente nel 1584 sul sito di una precedente chiesa risalente forse al IX secolo. Rimane un elemento lapideo, probabilmente un architrave, con la data incisa 1584 ora inserita nel muro della sacrestia. Nel 1690 fu ampliato il coro e costruito l'altare, mentre nel 1908 la chiesa subì una radicale ristrutturazione.[8]

## Società

### Evoluzione demografica
Abitanti censiti

### Lingue e dialetti
A Carlino, accanto alla lingua italiana, la popolazione utilizza la lingua friulana.  Ai sensi della Deliberazione n. 2680 del 3 agosto 2001 della Giunta della Regione Autonoma Friuli-Venezia Giulia, il Comune è inserito nell'ambito territoriale di tutela della lingua friulana ai fini della applicazione della legge 482/99, della legge regionale 15/96 e della legge regionale 29/2007.
La lingua friulana che si parla a Carlino rientra fra le varianti appartenenti al friulano centro-orientale .

### Istituzioni, enti e associazioni
A Carlino le associazioni culturali sono diverse, tra queste spiccano due nel campo musicale strumentale: l'Associazione Culturale Musicale Nuova Banda di Carlino-APS e la Corale di Carlino.

#### Associazione Culturale Musicale Nuova Banda di Carlino - APS
Nell'Epifania del 1938 venne fondato a Carlino il primo Complesso Bandistico Carlinese intitolato a Santa Cecilia il cui presidente fu don Riccardo Valentinis. Dopo varie vicissitudini comprendenti periodi di grandi successi (si sa che per un certo periodo la banda arrivò ad un numero di circa 80 componenti) e periodi di inattività, la Nuova Banda di Carlino nasce nel 1979 per iniziativa del locale Circolo Culturale "Don Riccardo Valentinis" con l’istituzione da parte del Ministero della Pubblica Istruzione di un corso di orientamento musicale triennale. Viene nominato insegnante il signor Pinatto Luciano, le adesioni giovanili sono numerose e l’impegno costante. Già l’anno dopo la banda fa la sua prima breve uscita a sorpresa. Da allora la Nuova Banda di Carlino ha sempre superato nuovi traguardi sia tecnici che di repertorio e di gusto musicale.
Dopo Luciano Pinatto si sono succeduti il signor Filippo Severino, il Maestro Cati Antonio ed ora sul podio, dal 1990, una bacchetta che ha dato un nuovo impulso al complesso bandistico, il maestro Martinello Flaviano,il maestro Luca Campagnol gli succede dal giugno 2018.
Dall’inizio del 1986 si è costituita come associazione indipendente, senza scopo di lucro ed apolitica, staccandosi dal Circolo Culturale.
Dal mese di marzo 2006 si è trasformata in Associazione Culturale Musicale. Tra gli scopi istituzionali ha quello di divulgare l’arte della musica attraverso la formazione e l’istruzione, organizzando manifestazioni, scambi culturali sia in Italia che all’estero, Masterclass, corsi di approfondimento e formazione superiore, con professionisti di fama internazionale. La vita dell’Associazione, oltre che con gli appuntamenti quasi quotidiani di prove ed uscite tradizionali, si sviluppa anche con concerti in e fuori Regione Friuli Venezia Giulia ed all’estero. Momenti Musicali, Musica e Solidarietà, Note sotto le Stelle, Concorso Internazionale per Clarinetto “Città di Carlino” sono le manifestazioni che, con cadenza annuale, sono diventate punti di riferimento e occasione di crescita ed interscambio culturale. Ogni tre anni organizza una Rassegna Musicale Bandistica con la partecipazione di cinque formazioni musicali provenienti da diverse regioni italiane e dall’estero.
Ad oggi la Nuova Banda di Carlino si compone di circa 35 elementi. Questa formazione consente al Corpo Bandistico di poter spaziare dalla partecipazione a manifestazioni prettamente commemorative (civili e religiose) a manifestazioni d’intrattenimento (sagre paesane e concerti). Nel repertorio può quindi annoverare brani di tipo religioso e patriottico, nonché esecuzioni di musica classica, leggera e moderna. Dal 1992 vanta una scuola di musica gestita dall’Associazione stessa di oltre 80 allievi, alla quale collaborano docenti diplomati in conservatori statali e professionisti di fama internazionale. Negli ultimi anni l’Associazione ha attivato inoltre corsi di propedeutica nelle scuole dell’infanzia e primaria. Nel 1995 nasce la Banda Giovanile, formata da ragazzi di età compresa tra i 12 e i 20 anni.
La passione per la musica e la vivacità culturale sono certamente per l’Associazione Culturale Musicale “Nuova Banda di Carlino”, caratteristiche importantissime che hanno permesso, ormai da diversi anni, una evidenziazione in campo provinciale, regionale ed internazionale per manifestazioni o eventi musicali di notevole spessore. È  pertanto divenuta una delle realtà sociali che negli ultimi lustri si è adeguata ai tempi, in termini d’apertura al territorio e di collaborazione a 360 gradi con le varie istituzioni.
La Nuova Banda di Carlino è attualmente presieduta dal signor Stefano Bertossi.

## Cultura

### Eventi

#### Concorso internazionale per clarinetto "Città di Carlino"
Dal 2001 a Carlino si organizza annualmente un concorso Internazionale per Clarinetto giunto alla XVIII edizione nel 2020 nonostante la pandemia che ha aperto una finestra di tregua.
A questo concorso cui partecipano in giuria veri e propri punti di riferimento del mondo clarinettistico internazionale, hanno partecipato finora oltre 1800 concorrenti provenienti da oltre 35 nazioni, ponendosi come punto di riferimento e trampolino di lancio per chi di questo strumento vuole farne una professione.
Caratteristica importantissima è pero il fatto che gli organizzatori non dimenticano da dove proviene tale lungimirante idea; dalla Banda ed è per questo che tra le categorie a rotazione è prevista una categoria apposita per Clarinetto solista e Banda.
Altro aspetto fondamentale è dare l'opportunità anche ai giovanissimi, Baby e Junior di potersi cimentare e confrontare con una giuria di livello internazionale.

## Amministrazione
I sindaci sono stati i seguenti.
1995-2004: Girardello Renzo
2004-2009: Paiaro Claudio
2009-2019: Navarria Diego 
2019-2024: Bazzo Loris

## Sport
La squadra di calcio principale di Carlino è il Cjarlins Muzane, fondata nel 2003 ed approdata in Serie D per la prima volta nel 2017. Nella stagione 2024-2025 disputa per l'ottavo anno consecutivo il campionato di Serie D.